# NGC 4961
NGC 4961 (NGC 4960) je prečkasta spiralna galaktika u zviježđu Berenikinoj kosi. Naknadno je utvrđeno da je NGC 4960 ista galaktika.

## Vanjske poveznice
- (engl.) SEDS: NGC 4961
- (engl.) Revidirani Novi opći katalog
- (engl.) Izvangalaktička baza podataka NASA-e i IPAC-a
- (engl.) Astronomska baza podataka SIMBAD
- (engl.) VizieR